# 뜨거워서 좋아요
"뜨거워서 좋아요"는 1969년 공개된 대한민국의 영화이다.

## 배역
- 구봉서
- 윤정희
- 서영춘
- 김희갑
- 사미자
- 안인숙
- 윤인자
- 김소은
- 김웅
- 박기택
- 조덕성
- 이영호
- 이소영
- 윤일주
- 지방열